# Sébastien Reichenbach
Sébastien Reichenbach (Martigny, Valais, 28 de maig de 1989) és un ciclista suís, professional des del 2013 fins al 2024. El seu darrer equip fou el Tudor Pro Cycling Team. En el seu palmarès destaca la victòria al Campionat de Suïssa en ruta de 2019.

## Palmarès
- 2012
  -  Campió de Suïssa de muntanya
  - 1r al Campionat de Zúric
- 2013
  - 1r al Trofeu Matteotti
- 2019
  -  Campió de Suïssa en ruta

### Resultats al Tour de França
- 2014. 85è de la classificació general
- 2016. 14è de la classificació general
- 2019. 17è de la classificació general
- 2020. 24è de la classificació general

### Resultats al Giro d'Itàlia
- 2015. Abandona (16a etapa)
- 2017. 15è de la classificació general
- 2018. 22è de la classificació general
- 2021. Abandona (16a etapa)

### Resultats a la Volta a Espanya
- 2022. 24è de la classificació general